# Шеноа (Илиноис)
Шеноа (енгл. Chenoa) град је у америчкој савезној држави Илиноис. По попису становништва из 2010. у њему је живело 1.785 становника.

## Демографија
Према попису становништва из 2010. у граду је живело 1.785 становника, што је 60 (3,3%) становника мање него 2000. године.
| Група             | 2000.         | 2010.         |
| Белци             | 1.779 (96,4%) | 1.664 (93,2%) |
| Афроамериканци    | 4 (0,2%)      | 8 (0,4%)      |
| Азијати           | 7 (0,4%)      | 14 (0,8%)     |
| Хиспаноамериканци | 48 (2,6%)     | 73 (4,1%)     |
| Укупно            | 1.845         | 1.785         |